# Martial Lekeux
Pour les articles homonymes, voir Lekeux.
Œuvres principales
- Mes cloîtres dans la tempête (1922)
- Passeurs d'hommes (1932)
- Le Secret de l'apostolat dans la vie de l'abbé Édouard Poppe (1950)

Martial Lekeux, né Édouard Lekeux le 19 juin 1884 à Arlon et mort le 16 octobre 1962 à Liège, est un prêtre franciscain et écrivain belge de langue française. Plusieurs fois décoré durant la guerre de 1914-1918 il est l'auteur d'une quarantaine d'ouvrages, à caractère autobiographique ou hagiographique.

## Brève biographie
Né à Arlon le 19 juin 1884, d'un père négociant et d'une mère institutrice, Édouard Lekeux entame une carrière d'officier dans l'artillerie, avant d'entrer, en 1911, dans l'Ordre des frères mineurs, où il reçoit le nom de Martial.
Quand éclate la Première Guerre mondiale, il demande à reprendre du service et accompagne ainsi l'armée belge dans sa retraite, passant de la défense des forts de Liège au maintien de la ligne de front sur l'Yser avec son ami Robert de Wilde. Il s'illustre plus particulièrement en occupant le clocher du village de Oud-Stuivekenskerke, au nord de Dixmude : ce poste d'observation stratégique sera régulièrement pilonné par l'ennemi; aujourd'hui encore, une chapelle commémore les exploits du moine-soldat et les grâces célestes dont il aurait été l'objet en cet endroit.
Ordonné prêtre au lendemain du conflit, le père Lekeux rédige des souvenirs de guerre dans Mes cloîtres dans la tempête, Le Patelin de Notre-Dame ou encore Passeurs d'hommes. Publié en 1922, le premier de ces ouvrages constituera, à l'époque, le témoignage de guerre le plus diffusé en Belgique et en France : il connaîtra quelque cent cinquante éditions jusqu'en 1938, sera traduit dans plusieurs langues, et a été réédité chez Schorre, à Bruxelles, en 2013. Quant à Passeurs d'hommes, inspiré de l'épopée de l'Atlas V, il fera l'objet d'une adaptation cinématographique homonyme par le réalisateur René Jayet en 1937.
Dans les années 1930, Martial Lekeux manifeste publiquement son inquiétude face à la menace d'une "Allemagne revancharde" bien avant qu'Adolf Hitler soit nommé Chancelier, le 30 janvier 1933, comme en témoignent ses prises de position notamment dans la Libre Belgique des 5 et 6 mai 1931. En 1936, alors que le rexisme tente l'opinion publique belge, l'écrivain prononce une conférence au titre éloquent : Avant le désastre. Ce cycle de conférences avait débuté, en réalité, le 23 février 1936 par le "Sermon de la Sainte Catherine" en présence du ministre libéral de la Défense nationale : Albert Devèze. En chaire de vérité, il dit : Je ne viens pas vous faire un sermon: cela n'est pas militaire - ni un discours: cela n'est pas franciscain. Je suis dans cette "chaire de vérité" pour vous dire la vérité tout simplement! - et au besoin vos vérités. Chiffres et arguments à l'appui, il démontre qu'Hitler veut la guerre : aussi la Belgique, qui n'a rien à attendre des faiblesses de la SDN, doit-elle se préparer d'urgence au conflit par des mesures militaires. Lekeux se définit comme pacifiste, mais la défense de la patrie constitue pour lui une question de bon sens et de justice.
Quand débute la Seconde Guerre mondiale, il se trouve depuis 1937 au service des pauvres, à Alexandrie. L'ancien capitaine d'artillerie rejoint alors le gouvernement belge replié à Londres et se met à la disposition de celui-ci; il participera à la réorganisation de l'armée belge à l'issue du conflit.    
Nommé professeur au couvent franciscain du Chant d'Oiseau à Woluwe-Saint-Pierre, il poursuit la rédaction de ses livres, jusqu'à sa mort, survenue au couvent de Liège le 16 octobre 1962. Il est inhumé au cimetière d'Ans (Ans-Égalité).

## Présentation de l'œuvre
L'œuvre de Lekeux s'inscrit au sein du vaste mouvement des Lettres catholiques dans la Belgique de l'entre-deux-guerres. Comme pour d'autres écrivains-prêtres de l'époque – un Camille Melloy ou un Omer Englebert – il ne s'agit pas d'abord pour lui de littérature mais d'apostolat : soumise aux directives de l'Église, sa plume est au service du Christ. Comme l'a souligné Paul Aron, le père Martial cherche à développer une « littérature catholique à la fois engagée et destinée à un large public. Ses livres se veulent vrais et édifiants, authentiques et d'un intérêt immédiat, accessibles à tous et d'une grande rigueur religieuse. ». Il s'agit essentiellement d'hagiographies ou de biographies édifiantes consacrées à des figures franciscaines médiévales ou contemporaines. À travers ces récits transparaît l'idéal de saint François d'Assise, tel qu'il était autrefois caractérisé : ascèse de la Croix et amour séraphique, ardeur du chevalier et lyrisme du troubadour, faconde et entrain du moine mendiant. 
Outre le caractère vivant, simple et direct du style – un côté littérature de bure et d'épée, – certaines particularités permettent de distinguer Lekeux du reste des producteurs de littérature édifiante de son temps. Tout d'abord la présence de la guerre à l'initiale de son œuvre; comme pour Barbusse, Dorgelès, Duhamel, Genevoix et tant d'autres, il s'agit avant tout de témoigner de ce qui a été vécu et d'interpeller les consciences : quel XXe siècle possible après le drame qui l'a fait naître ? Naturellement, Martial Lekeux voit dans la religion chrétienne la possibilité de surmonter héroïquement l'épreuve du conflit et de préparer des temps meilleurs, une religion entendue comme rapport amoureux à Jésus-Christ, au sein d'un platonisme diffus, lequel est traditionnel dans la spiritualité franciscaine, mais fait ici plus particulièrement écho à une donnée autobiographique que Lekeu livre dans L'Ami : la vocation religieuse du jeune officier a constitué le terme d'une remontée vers l'amour divin, et ce tumultueux parcours dialectique avait comporté une étape homosexuelle. Le livre L'ami fut mis à l'Index. Si la sincérité de cette confidence vient comme authentifier le mysticisme de Lekeux, il ne faudrait pourtant pas réduire les préoccupations de celui-ci à une dévotion intimiste et individualiste. En effet, comme le montrent les biographies de sa sœur, Maggy Lekeux, et du jeune abbé Édouard Poppe, ou encore ses contributions à la collection « Les Saints laïques », le franciscain s'est intéressé à l'apostolat des masses et à la promotion du laïcat. Dans cette perspective, il semble proche de Maxence Van der Meersch, son contemporain, homme du Nord et écrivain attitré de la JOC, de même qu'il annonce la réflexion menée par le concile Vatican II à propos de l'engagement des chrétiens dans la société.

## Liste non exhaustive des œuvres
- 1922 : Mes cloîtres dans la tempête
- 1925 : Maggy
- 1927 : Le Patelin de Notre-Dame
- 1929 : L'Ami
- 1932 : Passeurs d'hommes. Le drame de la frontière (1914-1915), d'après les documents de Raoul Jacobsen du service d'espionnage et de recrutement
- 1934 : Sainteté et bonne volonté
- 1936 : Avant le désastre
- 1937 : Le Bienheureux Luchesio, commerçant et infirmier
- 1937: Litanies du XXe siècle au Petit Pauvre d'Assise
- 1937 : Matt Talbot, ouvrier
- 1937 : Sainte Françoise Romaine, maîtresse de maison
- 1938 : Sainte Zite, servante
- 1947 : Les Saints du mariage
- 1949 : La Petite sœur Céline
- 1950 : Le Secret de l'apostolat dans la vie de l'abbé Édouard Poppe
- 1957 : L'Art de prier
- 1959 : À l'école de saint François d'Assise. Voie raccourcie de l'amour divin
- 1959 : J'ai crié vers Assise
- 1962 : François, qui es-tu ?
- 1964 : La Dure montée, vie héroïque du bienheureux Édouard Poppe 1890-1924
- 1964 : La Thérèse du Nord : Mère Marie-Dominique, clarisse
- 1965 : Une apôtre de la contemplation, une contemplative entreprenante, Mère Jeanne de Neerinck

Rééditions récentes :
- Mes Cloîtres dans la Tempête, Editions De Schorre,2013
- Mijn Kloosters in de Branding, traduction, Editions De Schorre, 2013